# سد گوران
سد گوران مربوط به دوره پهلوی است و در جزیره قشم، روستای گوران واقع شده و این اثر در تاریخ ۲۵ اسفند ۱۳۷۹ با شمارهٔ ثبت ۳۰۵۷ به‌عنوان یکی از آثار ملی ایران به ثبت رسیده است.